# Brian Onyango
Brian Mandela Onyango (Nairobi, 24 luglio 1994) è un calciatore keniota, difensore dello Stellenbosch e della nazionale keniota.

## Carriera

### Nazionale
Ha esordito in nazionale nel 2011.

## Palmarès

### Club

#### Competizioni nazionali
- Campionato sudafricano: 4

Mamelodi Sundowns: 2020-2021, 2021-2022, 2022-2023, 2023-2024
- MTN 8: 1

Mamelodi Sundowns: 2021

#### Competizioni internazionali
- African Football League: 1

Mamelodi Sundowns: 2023